# Hluboká (Milhostov)
Hluboká (německy Nonnengrün) je malá vesnice, část obce Milhostov v okrese Cheb v Karlovarském kraji. Nachází se asi 3,5 kilometru severovýchodně od Milhostova. Prochází zde silnice II/212. Je zde evidováno 20 adres. Trvale zde žije 38 obyvatel.
Hluboká leží v katastrálním území Hluboká u Milhostova o rozloze 2,42 km². Hluboká leží i v katastrálním území Dolní Částkov o rozloze 3,39 km².

## Historie
První písemná zmínka o vesnici pochází z roku 1305.
Za doby vlastnictví řádu německých rytířů nebo waldsassenského kláštera zde byla založena gotická tvrz. O tvrzi nejsou dosud žádné písemné zprávy. Dochovalo se pouze tvrziště na pokraji lesa při cestě z Kaceřova do Hluboké. Podle starších archeologických nálezů z 20. a 30. let 20. století lze dokladovat život tvrze na 13. až 15. století.

## Obyvatelstvo
| Rok            | 1869 | 1880 | 1890 | 1900 | 1910 | 1921 | 1930 | 1950 | 1961 | 1970 | 1980 | 1991 | 2001 | 2011 | 2021 |
| -------------- | ---- | ---- | ---- | ---- | ---- | ---- | ---- | ---- | ---- | ---- | ---- | ---- | ---- | ---- | ---- |
| Počet obyvatel | 352  | 318  | 263  | 236  | 252  | 257  | 258  | 114  | 86   | 64   | 68   | 45   | 46   | 30   | 38   |
| Počet domů     | 50   | 52   | 58   | 49   | 45   | 45   | 42   | 38   | 19   | 10   | 13   | 16   | 17   | 18   | 18   |

## Obecní správa
Při sčítání lidu v letech 1850–1879 Hluboká byla osadou obce Kopanina v okrese Cheb.
V letech 1880–1963 byla osadou obce Horka v okrese Cheb. Od roku 1964 je částí obce Milhostov v okrese Cheb.

## Pamětihodnosti
- Tvrz